# كاثرين هاريسون (كاتبة)
كاثرين هاريسون (بالإنجليزية: Kathryn Harrison)‏ (20 مارس 1961، لوس أنجلوس في الولايات المتحدة)؛ كاتِبة وروائية أمريكية.